# Reb Beach
Richard Earl "Reb" Beach, Jr. (31 de agosto de 1963 en Pittsburgh) es un músico estadounidense, reconocido principalmente por su trabajo en las bandas de hard rock Whitesnake, Winger y Dokken.

## Carrera
Beach ha sido miembro de las bandas Winger, Dokken y Whitesnake. También hizo parte de la banda de Alice Cooper y participó con muchas otras agrupaciones como músico de sesión. Su popularidad la alcanzó quizás gracias a su participación en Winger, donde grabó los discos Winger (1988), In the Heart of the Young (1990) y Pull (1993), logrando éxitos en ventas con los sencillos "Seventeen", "Headed for a Heartbreak" y "Miles Away".
Tras la separación de Winger, Beach se unió a Alice Cooper desde 1996 hasta 1998 yendo de gira y grabando el álbum A fistfull of Alice. Después formó parte de Dokken, reemplazando a George Lynch. Con Dokken grabó un disco titulado Erase the Slate  y el directo Live from the sun. Abandonó Dokken para unirse a Whitesnake que compagina con Winger y con otros muchos proyectos en la actualidad. 
Lanzó además un álbum como solista denominado "Masquerade" en 2002 donde el mismo hace guitarras y voces. En 2007 sustituyó a Jeff Watson en Night Ranger cuando el grupo se quedó sin uno de sus guitarristas para ir de gira. A finales de 2019 formó el super grupo Black Swan con Jeff Pilson, Matt Starr y Robin McAuley, teniendo un éxito importante con su álbum debut titulado como el grupo. Actualmente (2021) están componiendo un segundo álbum.
En noviembre de 2020 saca su primer álbum instrumental A view From inside.
Reb Beach ha utilizado guitarras Ibanez durante los primeros años de su carrera con Winger, hasta que la empresa Suhr le hizo endorser. Desde entonces, usa un modelo signature que la propia marca construyó para él, aunque anteriormente él ya utilizaba un modelo muy parecido de Suhr que había comprado años atrás a los Twister Sister.

## Discografía

### Winger
- Winger (1988)
- In The Heart Of The Young (1990)
- Pull (1993)
- IV (2006)
- Karma (2009)
- Better Days Comin' (2014)
- Seven (2023)

### Whitesnake
- Good to Be Bad (2008)
- Forevermore (2011)
- The Purple Album (2015)
- Flesh & Blood (2019)

### Dokken
- Erase the Slate (1999)
- Live from the Sun (2000)

### Solo
- The Fusion Demos (1993)
- Masquerade (2001)
- A View From The Inside (2020)

### The Mob
- The Mob (2005)*

### Black Swan
- Shake the world (2020)
- Generation Mind (2022)

### Otros
- Varios artistas - The Lost Boys Soundtrack (1985)
- Fiona - Beyond the Pale (1986)
- Howard Jones - One on One (1986)
- Chaka Khan - Destiny (1986)
- The Bee Gees - E.S.P. ()For Suckers (1987)
- Brian McDonald Group Desperate Business (1988)
- Minoru Niihara - One (1989)
- Xenon - America's New Design (1989)
- Varios artistas - The Karate Kid III Soundtrack (1989)
- Varios artistas - Bill and Ted's Bogus Journey Soundtrack (1991)
- Varios artistas - Guitars that Rule the World (1992)
- Danger Danger - Cockroach (1993)
- Varios artistas - Smoke on the Water - A Tribute to Deep Purple (1994)
- Andy Timmons - EarX-tacy 2 (1997)
- Alice Cooper - A Fistful of Alice (1997)
- Varios artistas - Guitar Battle (1998)
- Varios artistas - Daytona USA 2 Game Soundtrack (1998)
- Varios artistas - Bat Head Soup - A Tribute to Ozzy Osbourne (2000)
- Varios artistas - A Tribute to Van Halen (2000)
- Brian McDonald - Wind it Up (2000)
- War and Peace - Light at the End of the Tunnel (2000)
- Varios artistas - Stone Cold Queen - A Tribute (2001)
- Brian McDonald - Voyage (2003)
- Ken Tamplin and Friends - Wake the Nations (2003)
- XCarnation - Grounded (2005)